# Aveinte
Aveinte là một municipality located in the province of Ávila, Castile và León, Tây Ban Nha. According to the 2005 census (INE), the municipality has a population of 109.